# Al-Ula
Al-Ula (en árabe: العلا‎) es una localidad de Arabia Saudita, en la región de Medina.
Históricamente ubicada en la ruta del incienso, Al-Ula fue la capital de Lihyan. Cerca de la ciudad, a 20 kilómetros al norte, se encuentran las ruinas de Hegra, que fueron el primer sitio en el reino saudí declarado como Patrimonio de la Humanidad por la UNESCO. Es por este motivo que el gobierno saudí considera que el área, de abrirse al turismo masivo, podría ser un importante centro turístico.

## Demografía
Según estimación 2010 contaba con 33.637 habitantes.